# 戦争概論
『戦争概論』（せんそうがいろん 仏：Précis de l'art de la guerre、英：Summary of the Art of War）とは軍人にして軍事学者であったアントワーヌ＝アンリ・ジョミニ (Antoine Henri Jomini) によって1838年に発表された戦争術に関する古典的な著書である。

## 概説
ジョミニの『戦争概論』は同時代の軍事学者であるカール・フォン・クラウゼヴィッツによる『戦争論』と並ぶ軍事学の古典的名著として知られる。ジョミニは特に普遍的な原理の重要性を説き、後の軍事理論に大きな影響を与えた。これは現代における戦術学の理論や兵棋演習の基礎ともなっている。
ジョミニの基本的な思考法は戦争術の普遍的な原理を導き出すことに集約される。つまりさまざまな戦略・戦術が古典力学や数学のようにいくつかの基礎的な理論によって説明し、またその原理によって科学的に勝利のための方法を明らかにすることができるという立場である。これは当時のフランス陸軍の思想的な潮流や同時代の軍事学者であるヴォーバンが要塞の攻撃法と防御法についての合理的な戦術を構築していたことなどが関係していたと思われる。ただしジョミニは戦争、特に戦闘はその複雑性から技術に分類されるものであって、純粋な科学ではないとも述べている。つまりジョミニの原理は現実と理論の間で典型的に見られる妥協の産物であると言える。
ジョミニは上記のような思考によって戦いの原理を抽出しようとしていたが、その原理の理念は内線作戦であった。これはフリードリヒ大王のロイテンの戦いやナポレオンのイタリア戦争での作戦などに顕著に見られる原理であった。これは要するに我の全力を以って決勝点に対して単刀直入に攻撃し、速戦即決により各個撃破する軍事思想である。ただしこれは内線という戦術的な態勢、戦力の高度な機動力などが必須であり、また戦場の霧などの不確実性を想定していないとの批判もあるが、クラウゼヴィッツもこの決勝点に対する決定的な一撃という考え方には実践的ではないとしながらも賛同している。またアメリカ海軍の軍人でありまた軍事学者でもあったアルフレッド・セイヤー・マハンはこのジョミニの理論に大きな影響を受けており、内線の優越性などの点や線や角度から構成される幾何学的な原理は海戦術にも認められることを論じた。

## 要旨
戦争概論は序説を除いて8つの章から成る：
1. 戦争との関係における政治
2. 軍事政策
3. 戦略
4. 大戦術と戦闘
5. 戦略的または戦術的な作戦
6. 機動する部隊の兵站または実践的技術
7. 諸兵科連合部隊
8. 結論

具体的な内容としては
- 戦争の類型
- 軍事制度
- 統御
- 作戦
- 後方連絡線
- 攻撃
- 防御
- 戦闘陣
- 遭遇戦
- 後退
- 追撃
- 歩兵
- 騎兵
- 砲兵

などについて網羅的に論述している。

### 戦争
政府が戦争を行う原因についてジョミニは6つにまとめている：
- 権利の回復・保守
- 国益の維持・防護
- 勢力均衡
- 政治的・宗教的な信条の普及
- 領土の拡大
- 征服欲求の達成

戦争においてどのような目的で行われるかによって作戦の規模などに影響する。権利回復のための攻勢の戦争については、ある国家が外国に対して武力行使をすることは常に最善であるわけではないが、明白な権利に基づいて犠牲と危険とに相応する将来の国益が保障される戦争が最も妥当な戦争であると考えられる。この形態の戦争では争点となっている地域をまず占領した上で、一般的な戦況に配慮しながら攻勢作戦を取ることが重要である。
また外国間の戦争に干渉することは、その勢力の均衡を大きく破壊するものである限り、利益を保障する戦争である。なぜならばその戦力は決定的な優位性を発揮することが可能となるためである。干渉戦争とは隣国の内政干渉と対外関係への干渉の二種類がある。対外関係への干渉はより合法的であるだけでなく、より有利でもある。干渉戦争において重要なことは政治的能力を持つ軍人が指揮をとり、主要作戦の実行において同盟国との連携を取り、最後に達成するだろう目標に関する利害関係を整理しておくことである。
宗教の相違から生じる戦争はある意味で干渉戦争と言えるが、これは人間の憎悪を喚起するためにより残虐なものになりやすい。なぜならそのような教義は味方の士気と団結を限りなく強化するために、敵に対してその戦闘行動は徹底的で残虐なものになる傾向がある。侵略には直接隣接する国家を攻撃するものと、中立国を超えて遠方に位置する国家を攻撃するものの二つの形式がある。征服戦争はしばしば成功しているが、正当な理由なき侵略戦争は罪悪であり、必然性に裏付けられた戦争は実行されうる。侵略に対して土地の民衆が一斉に抵抗するような状況はほとんどないが、もしもこのような状況が見られればこれは軍事的性質が異なるために通常の防衛戦争とは区別しなければならない。

### 軍事政策
軍事政策は外交、戦略、戦術に属さない軍の政策事項を含む。敵国民のもつ強烈な敵愾心の鎮圧と自国民の精神の高揚をジョミニは強調する。戦争の正当な理由や勝利で自信を得た指揮官は部隊の士気を高めることに寄与することができる。一般に軍の統制に関する内閣の活動は作戦を制限するが、政治権力によってその行動の自由が封じられた将軍が自由に意思決定する将軍と比べてよりも軍事的に不利である。
軍事政策にとって軍事制度は最重要である。その条件としてジョミニは以下の12点を列挙する
- 優秀な徴募組織を持つ
- 優れた編制組織である
- 国民的予備役がよく組織されている
- 戦闘や幕僚または行政管理についての教範類が善い
- 厳正な軍紀と服従の精神がある
- 競争心を刺激する褒賞制度が準備されている
- 錬度が高い砲兵・工兵などの特技兵科がある
- 可能な限り敵に勝る装備を保有する
- 装備を利用する能力を持ちかつ担当する将校を教育するよき参謀組織がある
- 兵站と一般行政管理のための体系がある
- 指揮の権限委譲と戦争指導に適切な政治的体系、国民の精神を喚起して維持する

以上の条件はどれも不可欠なものである。
政府にとって軍事は要注意の事項である。行政府が最善の軍制を認めていない場合であったとしても、ジョミニは軍事だけに専心してはならないが文明国家の政府ならば常に有事即応の準備をしておかなければならないと主張する。軍が堕落しやすい平時においては監視を行い、常に軍人精神を維持して戦闘力を高めるように教育訓練しなければならない。つまり政治家は政治と軍事の両方について教育を受け、国家の元首たる人物は戦時において政治家と将軍を兼ねなければならない。政治家が軍を率いないかぎりは優れた将軍に委託し、参謀本部は戦争の危機に備えて平時から戦争計画を研究する。

### 戦略
ジョミニによれば戦略とは図上で作戦全体を含む図上にて戦争を計画する技術である。そして戦術とは図上計画と対照させながら現場に応じて部隊に戦闘させる技術であり、兵站とは戦略と戦術を実施するための諸手段や諸準備から成り立っている。これらは一連の軍事行動の中で相互に関係しており、戦略によって戦力はどこで行動すべきかを決定し、兵站で部隊をその地点へて輸送し、戦術で戦闘行動の様式を決定する、というものである。ジョミニは戦争における作戦の基本的な原理として次のように要約する。
- 主力を戦場の決勝点か、または敵の後方連絡線に対して継続的に投入する
- 我の主力を以って敵の個別の戦力と交戦するように機動する
- 戦場において我の主力を決勝点か敵の緊要箇所に対して打撃する
- 主力は決勝点に投入されるだけでなく、交戦のために準備する

戦争において第一に決心すべき重要な事項は攻勢作戦をとるか、防勢作戦をとるかという作戦方針の問題である。その国の大部分が外国によって占領されるならば、それは侵攻と呼ばれる。ただしその国の一部が外国軍によって攻められているならば、それは単なる攻勢である。侵攻は不可避的に長大な作戦線をもたらすものであり、逆に防衛側はあらゆる地形地物を防勢作戦に利用することが可能である。ただし防勢は主導的防勢と受動的防勢があり、主導することが必要である。
次に作戦地域が問題となる。作戦地域とは交戦国にとって相互に攻撃することが可能な陸海の全域を指すものであり、
- 固定基地
- 主要目標
- 作戦正面
- 作戦線
- 連絡線
- 天然障害
- 一時的連絡線
- 攻防の緊要地形
- 現在の基地と目標の中間にある仮基地
- 状況不利の避難所

から構成される。戦場における障害地形はそのまま戦略的価値に直結するわけではなく作戦方針によって左右される。
作戦地域への部隊の出発点となる作戦基地は根拠地とも呼ばれ、部隊がそこから増援を確保し、物資を補給し、攻勢の出発点となり、退却地点、陣地にもなる。作戦部隊と作戦基地を接続している作戦線は戦略的にも戦術的にも重要な線であり、機動線、連絡線、補給線から成り立っている。作戦地帯は作戦地域において目標の達成のために前進攻撃を実施する地域であり、一つの作戦地域において基本的に二つ以上の作戦地帯はありえない。
一般原理として、敵がその兵力を広く正面に展開しているのであれば、我が機動線の最適な方向はその中央に求められるが、そうでないならば敵の側背に求められる。機動の利益はこのような方向をとることによって、敵の防御線に対して背後から攻撃することでより優位に立つことができる。

### 戦術
戦闘とは政戦略上の問題を争っている両軍が生起する実際的な武力衝突であり、戦術はその衝突において戦闘の形式を規定する。その形式には防御戦闘、攻撃戦闘、遭遇戦の三種類がある。
防御を行う軍は陣地を占領して防御線を形成する。陣地の構築は重要目標の掩護、攻囲の阻止を目的とする。陣地には戦略的な陣地と戦術的な陣地の二種類があり、後者は塹壕陣地、天然の陣地、兵站な陣地の三種類に区分される。また攻撃戦闘は敵陣地を攻撃することに意義があり、攻撃における目標は決勝点の選定によって定められている。敵の防御陣地の配置が長大であれば中央、緊縮であれば側背にある。攻撃戦闘は単にその陣地から撃退し、またその前線を分断することに目的があると言える。攻撃を実施する場合では適切な戦闘序列を選択する。
行軍中の突発的な遭遇戦は、相互に敵に対する奇襲的な攻撃を企図する場合に発生する事態である。戦闘は基本的に一方が準備した陣地で防御し、もう一方が十分な偵察の後に攻撃を仕掛けることによって発生する。しかしながら両軍が相手に奇襲的攻撃を実施するために接近する状況がありうる。この状況においては行軍中に戦闘が開始されるため、遭遇戦と呼んで区別する。遭遇戦において重要な着眼は、突発的な事態を制御する指揮官の能力を以って各部隊に独断専行の機会を与えることにある。この種類の戦闘では極めて流動性が高く、適切な機動がその後の戦闘経過を大きく左右しうる。初動において戦いの原則を適切に応用することが重大である。

### 兵站
ジョミニは兵站を部隊を戦場に移動させる実践的な方法として捉えている。陣地戦闘が主体であった時代では部隊は定位置で戦っていたために宿営や行軍は体系化されていなかった。しかし運動戦闘が主体となる時代へと移行すると、その重要性が高度化し、兵站は作戦一般に影響する軍事学の重要な一部門として確立された。この領域では部隊の行動に必要な集結、行軍、命令、情報活動、宿営、輸送、補給、衛生、予備の準備、築城などについて研究する。
兵站の基幹的要素としてジョミニは行軍から戦闘展開への移行を論じている。この移行に必要な命令方式を分類し、行動の細部を指示する命令を各部隊に毎日発令する方式と、行動の方針だけを指示する簡潔な命令を各部隊に一度発令するだけの方式がある。ジョミニはこの二つの方式のうちで後者の方式が好ましいと考えているが、その簡潔さを補うために作戦の全般計画を数行の文章で示すことで全体との協調が確保できる。
また行軍の方式についてジョミニは次の事項に注意を要すると論じている：
- 行軍の距離
- 段列の物資
- 地域の特性
- 敵による障害地形
- 行軍の秘匿性

行軍中の部隊が根拠地から離れると、その後方連絡線を維持することが不可欠となる。根拠地は補給処として物資が集積され、物資の輸送路となる後方連絡線が確保されなければならない。
行軍では敵情を把握することが重要であり、そのため偵察が不可欠となる。敵情を捉えるためには情報網を組織し、小部隊による偵察、捕虜の尋問によって情報資料をもたらし、さらに敵の可能行動についての仮説を検証することが必要となる。情報獲得の方法は可能な限り多種多様であることが望ましく、しかもその一つの手段を完全に信用してはならない。状況が不明な場合には指揮官は実行可能性と軍事理論の原則から立証可能な仮説に基づいて決心しなければならないとジョミニは論じている。また軍事通信の重要性を指摘しており、それにはいくつかの種類があるが、特に電信による信号が最重要であると位置づける。ナポレオンは本国と戦場の間に電信連絡の施設を設置したために、24時間以内に現地の情報資料を入手することが可能であった。このことでナポレオンは1809年にオーストリア軍の動向をパリにいながら察知して迅速に対応することが可能であった。また携帯用の電信機の導入や気球の導入によって情報資料の収集の手段を拡大することが可能となる。

### 戦争と原理
戦争は全体として科学というよりも術であり、特に戦闘は個々の人間の諸力や精神力などが関連している。つまり戦争において理性は部分的な要素に過ぎないが、しかしながら勇気や規律がすべてでもない。戦闘力にとって軍の精神力は重要であることは戦争理論の基本であるが、戦術的知性に乏しければ現場にて戦闘に勝利することはできない。軍の士気が損なわれることは致命的であるが、戦争理論における合理的側面が否定されることにはならない。状況に応じて戦争術の原理を指揮官は適応する。攻勢作戦においては機動の目標を選択し、防勢においては地理上の要点を選択する。正しい原理から出発した戦術理論は指揮官の教育に貢献する。

## 研究史
本書の成果は軍事学の研究を新しく積み上げただけでなく、一つの学派としてその後の軍事研究者の理論的基礎を与えることに成功した。19世紀にはジョミニの研究やその解釈は大きな影響力を獲得している。既に本書以外のジョミニの著作『大軍作戦論』がドイツ語とロシア語で出版されており、ワーテルローの戦いの後にジョミニはその研究業績や軍事問題への見識から広く評価されていた。本書『戦争概論』はジョミニの普遍的な原則や研究アプローチを示すものとして多くの研究者によって参考にされている。
イギリスの軍事学者であったマクデューガルは軍事作戦をマニュアル化するために本書を参考にし、自身の言葉によれば「ジョミニの著作を要約したもの」として『戦いの原則』を1856年に発表している。さらにイギリスの軍事学者ハムレーはジョミニが掲げた原則を高く評価しており、1862年に刊行した著作『戦争の作戦』では事例研究を通じて原則を説明する著作であった。
『海上権力史論』で著名なマハンはジョミニの研究を海上作戦の枠組みで発展させた研究者の一人である。陸軍軍人であった彼の父親デニス・ハート・マハンによってアメリカでは既にジョミニ派の軍事思想が知らされていた。マハンは海軍戦略の構築のためにジョミニの原則を海上作戦に適応し、六つの原則を導き出すことで集中や攻勢の重要性を論じた。マハンの後方連絡線を重要視する思想もまたこの著作に由来するものである。